# Walter Grund
Walter Grund (* 15. Januar 1907 in Königlich Neudorf, Oberschlesien; † 2. Oktober 1986 in Bonn) war ein deutscher Staatssekretär.

## Leben
Der Sohn eines Lehrers und Kommunalpolitikers der Deutschen Zentrumspartei in Hindenburg OS studierte nach dem Abitur am König-Luise-Gymnasium in Hindenburg 1926  Rechtswissenschaften, Staatswissenschaften und Volkswirtschaftslehre an der Ludwig-Maximilians-Universität München, Ernst-Moritz-Arndt-Universität Greifswald sowie der Schlesischen Friedrich-Wilhelms-Universität zu Breslau und schloss diese Studien 1930 sowie 1934 mit Prädikatsexamen ab. Er war Mitglied der katholischen Studentenverbindung KStV Alania Breslau im KV. Nach Tätigkeiten als Gerichtsassessor in Gleiwitz, Tost, Hindenburg und Breslau wurde er 1934 Amtsrichter bei den Amtsgerichten Neisse und Breslau.
Anschließend trat er 1935 in die Finanzverwaltung ein und war bis 1941 Mitarbeiter bei Finanzämtern sowie der Oberfinanzdirektion (OFD) Hamburg. Danach war er Dozent an der Reichsfinanzschule in Leitmeritz. Während des Zweiten Weltkrieges leistete er seinen Militärdienst in der Fallschirmtruppe der Wehrmacht von 1942 bis 1945 und geriet dabei in Kriegsgefangenschaft.
Nach dem Ende des Zweiten Weltkrieges war er zwischen 1945 und 1951 Mitarbeiter der Leitstelle der Finanzverwaltung der Britischen Besatzungszone sowie erneut der OFD Hamburg. 1952 wechselte er als Mitarbeiter in das Finanzministerium des Landes Nordrhein-Westfalen. 1956 kehrte er jedoch nach Hamburg zurück und war dort nunmehr bis 1962  Präsident der dortigen Oberfinanzdirektion.
1963 erfolgte als Nachfolger von Karl Maria Hettlage seine Ernennung zum Staatssekretär im Bundesministerium der Finanzen. Als solcher befand er sich bis 1969 im Amt und war damit enger Mitarbeiter der Bundesfinanzminister Rolf Dahlgrün, Kurt Schmücker und Franz Josef Strauß.
Nach seinem Ausscheiden aus dem Bundesfinanzministerium war er von 1969 bis 1981 als Fachanwalt für Steuerrecht in Bonn tätig.

## Ehrungen
- 1967: Großes Verdienstkreuz mit Stern und Schulterband der Bundesrepublik Deutschland